# Johann Christoph Bach (Musiker, 1645)
Johann Christoph Bach (* 22. Februar 1645 in Erfurt; begraben 7. September 1693 in Arnstadt) war der Zwillingsbruder von Johann Ambrosius Bach, dem Vater von Johann Sebastian Bach. Sein Vater war der Stadtmusikant Christoph Bach d. Ä.

## Leben
Zwischen Johann Ambrosius und Johann Christoph Bach muss eine außergewöhnliche Ähnlichkeit bestanden haben. Carl Philipp Emanuel Bach berichtet darüber:

„NB diese Zwillinge sind vielleicht von dieser Art die einzigen, die man weiß. Sie liebten sich aufs äußerste. Sie sahen sich einander so ähnlich, daß so gar ihre Frauen sie nicht unterscheiden konnten. Sie waren ein Wunder für große Herren u. für Jedermann, der sie sahe. Sprache, Gesinnung, alles war einerley. Auch in der Musik waren sie nicht zu unterscheiden, sie spielten einerley, sie dachten ihren Vortrag einerley. War einer kranck, so war es auch der andere. Kurz, sie starben bald hintereinander.“

Mit seiner Frau Martha Elisabeth, geborene Eisentraut, hatte er mehrere Kinder, darunter Johann Ernst Bach, der als Organist u. a. an der Neuen Kirche in Arnstadt tätig war.
Johann Christoph erhielt 1671 eine Berufung als Hofmusikus (Violinist) an den Arnstädter Hof. Da es zu Streitigkeiten mit dem Stadtmusikus Gräder kam und auch nach einem Schiedsspruch keine Ruhe eintrat, wurde am 7. Januar 1681 allen Musikern „wegen ... ihrer Uneinigkeit“ gekündigt. Da wegen des kurz darauf erfolgten Todes des Landesherrn Ludwig Günther II. von Schwarzburg-Ebeleben alle öffentliche Musik untersagt war, geriet Johann Christoph in große Not. Jedoch erhielt er Anfang 1682 durch den neuen Landesherren eine Wiedereinstellung bei Hofe. Der neue Arbeitgeber Graf Anton Günther II. von Schwarzburg-Arnstadt scheint mit seinem Hofmusiker sehr zufrieden gewesen zu sein. Nach dem Tod Johann Christoph Bachs ließ er bei dessen Witwe anfragen „ob denn kein Bach mehr vorhanden, der sich ümb solch Dienst anmelden wolte. Er solte und müste wieder einen Bachen haben“.